# Берестовский сельский совет (Бердянский район)
Берестовский сельский совет (укр. Берестівська сільська рада) — входит в состав
Бердянского района
Запорожской области
Украины.
Административный центр сельского совета находится в 
с. Берестовое.

## История
- 1801 — дата образования.

## Населённые пункты совета
- с. Берестовое
- с. Долбино
- с. Сачки